# 欠町
欠町（かけまち）は、愛知県岡崎市の町名。町域内に小字が配されているが丁番は振られていない。

## 地理
岡崎市の地理的中央からやや西にずれた所に位置する。

### 河川
- 更沙川

### 湖沼
- 鳩ヶ池
- 足延池
- 瓢箪池

### 小字
| - 字足延（あしのべ） - 字網笠（あみがさ） - 字石ケ崎（いしがさき） - 字石ケ崎下タ通（いしがさきしたどおり） - 字上野北通（うえのきたどおり） - 字大山田（おおやまだ） - 字小山田（おやまだ） - 字欠下（かけした） - 字金谷（かなや） - 字河原田（かわはらだ） - 字北通（きたどおり） - 字狐ケ入（きつねがいり） - 字栗宿（くりやど） - 字左義長（さぎちょう） - 字清水田（しみずだ） | - 字下口（しもぐち） - 字地蔵前（じぞうまえ） - 字天上田（てんじょうだ） - 字中通（なかどおり） - 字野添（のぞえ） - 字東通（ひがしどおり） - 字東畑（ひがしばた） - 字広見西通（ひろみにしどおり） - 字広見東通（ひろみひがしどおり） - 字札木（ふだぎ） - 字松ケ瀬（まつがせ） - 字松塚（まつづか） - 字三田田北通（みただきたどおり） - 字三田田南通（みただみなみどおり） - 字薮下（やぶした） |

## 世帯数と人口
2019年（令和元年）5月1日現在の世帯数と人口は以下の通りである。
| 町丁 | 世帯数    | 人口    |
| ---- | --------- | ------- |
| 欠町 | 1,837世帯 | 4,149人 |

### 人口の変遷
国勢調査による人口の推移
| 1995年（平成7年）  | 3,812人 | [ 5 ] |  |
| 2000年（平成12年） | 4,124人 | [ 6 ] |  |
| 2005年（平成17年） | 4,659人 | [ 7 ] |  |
| 2010年（平成22年） | 4,620人 | [ 8 ] |  |
| 2015年（平成27年） | 4,312人 | [ 9 ] |  |

## 小・中学校の学区
市立小・中学校に通う場合、学区は以下の通りとなる。
| 番・番地等 | 小学校             | 中学校             |
| ---------- | ------------------ | ------------------ |
| 全域       | 岡崎市立根石小学校 | 岡崎市立甲山中学校 |

## 歴史
額田郡欠村を前身とする。江戸時代は岡崎藩によって治められた。
江戸時代以前には、欠村・大平村（現在の大平町）・投村（現在の朝日町、若宮町）に松平氏に仕えた本多一族の屋敷や所領が多く見られた。欠村には主な城主を本多忠真とする『欠古城』があった。

### 沿革
- 1889年（明治22年）10月1日 - 町村制施行。大平村、丸山村、高隆寺村、小美村、洞村と合併し、男川村大字欠となる[13][14]。
- 1903年（明治36年）1月14日 - 岡崎町へ編入し、同町大字欠となる[13][15]。
- 1916年（大正5年）7月1日 - 市制施行に伴い、岡崎市大字欠となる[13][15]。
- 1917年（大正6年）7月1日 - 欠町に改称[13][15]。
- 1952年（昭和27年） - 一部が栄町となる[13][15]。
- 1957年（昭和32年）11月15日 - 一部が朝日町4丁目・若宮町3丁目・元欠町・根石町となる[13][15]。

### 史跡
- 栗宿遺跡（旧石器時代、縄文時代）
- 松塚古墳
- 足延古墳

## 交通
道路
- 国道1号（龍城通り）
- 愛知県道26号岡崎環状線（竜東メーンロード）
- 都市計画道路伝馬町線（伝馬通り）[16]

## 施設
- 東公園
- 旧本多忠次邸
  - 1931年から1932年にかけて、東京府荏原郡駒沢町（現・東京都世田谷区野沢3丁目）に建設された本多忠次の邸宅である[17]。岡崎市の東公園内に移築され、2012年1月31日に復元工事が完了し[17]、同年7月6日にオープンした[18]。
  - 2014年10月7日、「旧本多家住宅主屋」として国の登録有形文化財に登録された[19][20]。
- 世尊寺
- 法光寺
- 八柱神社
- 岡崎市根石学区こどもの家
- 愛知県立愛知病院
- 岡崎三田病院
- 岡崎市福祉の村
- 社団法人岡崎薬剤師会事務局
- 西三河医薬品管理センター
- 岡崎信用金庫総合グラウンド
- 岡崎信用金庫 根石支店
- 碧海信用金庫 岡崎東支店
- 読売新聞 岡崎東部専売所
- DCM 岡崎店
- スギ薬局 岡崎欠町店
- 岡崎魚市場
- ドミノ・ピザ 岡崎欠町店
- 不二家 岡崎かけまち店
- フィール KAKEMACHI店

### 教育
- 岡崎女子短期大学付属第一早蕨幼稚園
- 岡崎市立根石小学校

## ギャラリー
- 岡崎市福祉の村
- 岡崎市立根石小学校
- 岡崎女子短期大学付属第一早蕨幼稚園
- 東公園
- 東公園の象のふじ子
- 法光寺
- 根石学区こどもの家
- 愛知県立愛知病院
- フィールKAKEMACHI店
- 宇部生コンクリート 岡崎工場

## その他

### 日本郵便
- 郵便番号 : 444-0011[3]（集配局：岡崎郵便局[21]）。

## 参考資料
- 「角川日本地名大辞典」編纂委員会 編『角川日本地名大辞典 23 愛知県』角川書店、1989年3月8日。ISBN 4-04-001230-5。
- 有限会社平凡社地方資料センター 編『日本歴史地名大系第23巻 愛知県の地名』平凡社、1981年。ISBN 4-582-49023-9。
- 新編岡崎市史編さん委員会 編『新編岡崎市史 総集編 20』1993年。